# Syllepte acutangula
Syllepte acutangula là một loài bướm đêm trong họ Crambidae.